# Swieqi United Football Club
El Swieqi United Football Club es un equipo de fútbol profesional maltés que actualmente juega en la Primera División de Malta de la liga maltesa de fútbol y que fue fundado en 2009. Está establecido en la ciudad de Ta' Qali y juega sus partidos de casa en el Estadio Nacional Ta' Qali.

## Palmarés
- Noel Muscat Christmas Cup (1): 2010[3]

## Entrenadores
- Roberto Debrincat (2009-2011)[2][4]
- Roland Sollars (2011-2013)[5]
- Roberto Debrincat (2013-2015)
- Billy Mock (2015-)